# Макаров Сергій Олександрович
Сергій Олександрович Макаров (рос. Серге́й Алекса́ндрович Мака́ров; нар. 19 березня 1973, Подольськ, Московська область, Російська РФСР) — російський легкоатлет, що спеціалізується на метанні спису, дворазовий бронзовий призер Олімпійських ігор (2000 та 2004 роки), чемпіон світу, призер чемпіонатів світу та Європи. Заслужений майстер спорту Росії.

## Біографія
Сергій Макаров народився 19 березня 1973 року в місті Подольськ, Московська область. Його батько Олександр Макаров ставав срібним призером Олімпійських ігор 1980 року в метанні списа. Сергій пішов по його стопам та також почав займатися метанням списа.
На початку своєї кар'єри спортсмену не вдавалося показувати стабільно високі результати, але разом з тим він регулярно виходив у фінальні частини великих турнірів. Поїхав на Олімпійські ігри в Атланту, де з результатом 85.30 м посів шосте місце. Перший вагомий успіх прийшов до спортсмена у 2000 році. На Олімпійських іграх у Сіднеї Макаров метнув спис на 88.67 м, та став бронзовим призером. Один із найкращих сезонів спортсмен провів у 2002 році. 30 червня 2002 року, на турнірі у Шеффілді, він метнув спис на 92,61 м, що стало новим рекордом Росії, а також цей результат став четвертим результатом в історії чоловічого метання списа (вищі результати в Яна Железни, Акі Парвіайнена та Джуліуса Єго). Окрім цього на чемпіонаті Європи, спортсмен зумів стати срібним призером. Макаров провів наступний рік також дуже вдало. На чемпіонаті світу, що проходив у Парижі, він показав результат 85.44 м, якого виявилося достатньо для перемоги. На Олімпійських іграх у Афінах легкоатлет знову став бронзовим призером (результат 84.84 м).
Наступний олімпійський цикл Макаров почав з бронзової нагороди на чемпіонаті світу в 2005 році. Потім результати спортсмена дещо пішли на спад. На своїх четвертих Олімпійських іграх у 2008 році з результатом 72.47 м посів лише двадцять шосте місце у кваліфікації. В подальшому продовжував ще виступати на турнірах, але повернути собі конкурентну форму не зумів, після чого вирішив завершити спортивну кар'єру.

## Кар'єра
| Рік               | Змагання                         | Місто                | Місце             | Примітки          |
| Представник Росія | Представник Росія                | Представник Росія    | Представник Росія | Представник Росія |
| ----------------- | -------------------------------- | -------------------- | ----------------- | ----------------- |
| 1996              | Олімпійські ігри                 | Атланта, США         | 6                 | 85.30 м           |
| 1997              | Чемпіонат світу                  | Афіни, Греція        | 5                 | 86.32 м           |
| 1997              | Фінал Кубка світу IAAF           | Фукуока, Японія      | 6                 | 81.62 м           |
| 1998              | Чемпіонат Європи                 | Будапешт, Угорщина   | 4                 | 86.45 м           |
| 1998              | Ігри доброї волі                 | Юніондейл, США       | 1                 | 84.11 м           |
| 1999              | Чемпіонат світу                  | Севілья, Іспанія     | 9                 | 83.20 м           |
| 2000              | Олімпійські ігри                 | Сідней, Австралія    | 3                 | 88.67 м           |
| 2001              | Чемпіонат світу                  | Едмонтон, Канада     | 7                 | 83.64 м           |
| 2002              | Чемпіонат Європи                 | Мюнхен, Німеччина    | 2                 | 88.05 м           |
| 2003              | Чемпіонат світу                  | Париж, Франція       | 1                 | 85.44 м           |
| 2003              | Всесвітній легкоатлетичний фінал | Монте-Карло, Монако  | 1                 | 85.66 м           |
| 2004              | Олімпійські ігри                 | Афіни, Греція        | 3                 | 84.84 м           |
| 2004              | Всесвітній легкоатлетичний фінал | Монте-Карло, Монако  | 4                 | 80.34 м           |
| 2005              | Чемпіонат світу                  | Гельсінкі, Фінляндія | 3                 | 83.54 м           |
| 2005              | Всесвітній легкоатлетичний фінал | Монте-Карло, Монако  | 3                 | 86.69 м           |
| 2007              | Чемпіонат світу                  | Осака, Японія        | 18 (кв.)          | 78.22 м           |
| 2008              | Олімпійські ігри                 | Пекін, Китай         | 26 (кв.)          | 72.47 м           |
| 2009              | Чемпіонат світу                  | Берлін, Німеччина    | 13 (кв.)          | 78.68 м           |
| 2010              | Чемпіонат Європи                 | Барселона, Іспанія   | 7                 | 80.86 м           |
| 2011              | Чемпіонат світу                  | Тегу, Південна Корея | 12                | 78.76 м           |